# Gianni Morbidelli

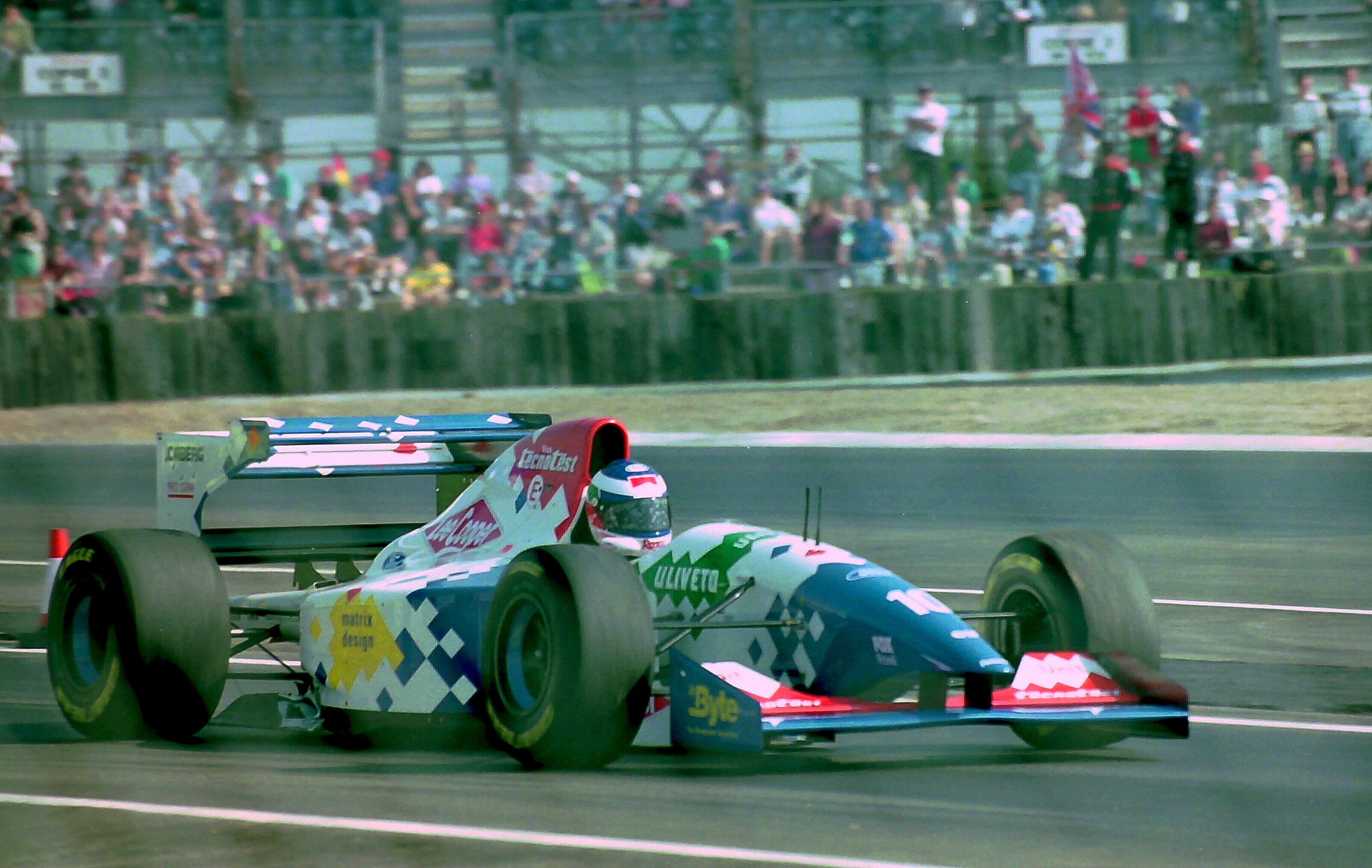
Morbidelli en el Gran Premio de Gran Bretaña de 1994.

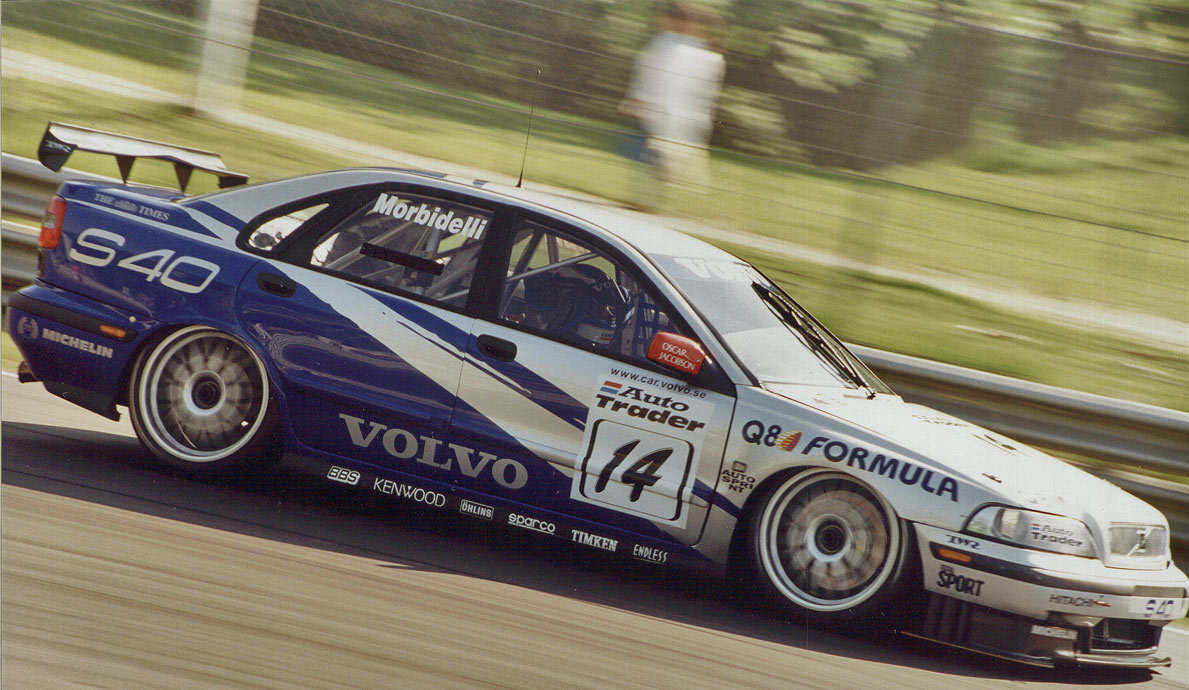
Morbidelli manejando su Volvo en el Campeonato Británico de Turismos de 1998.

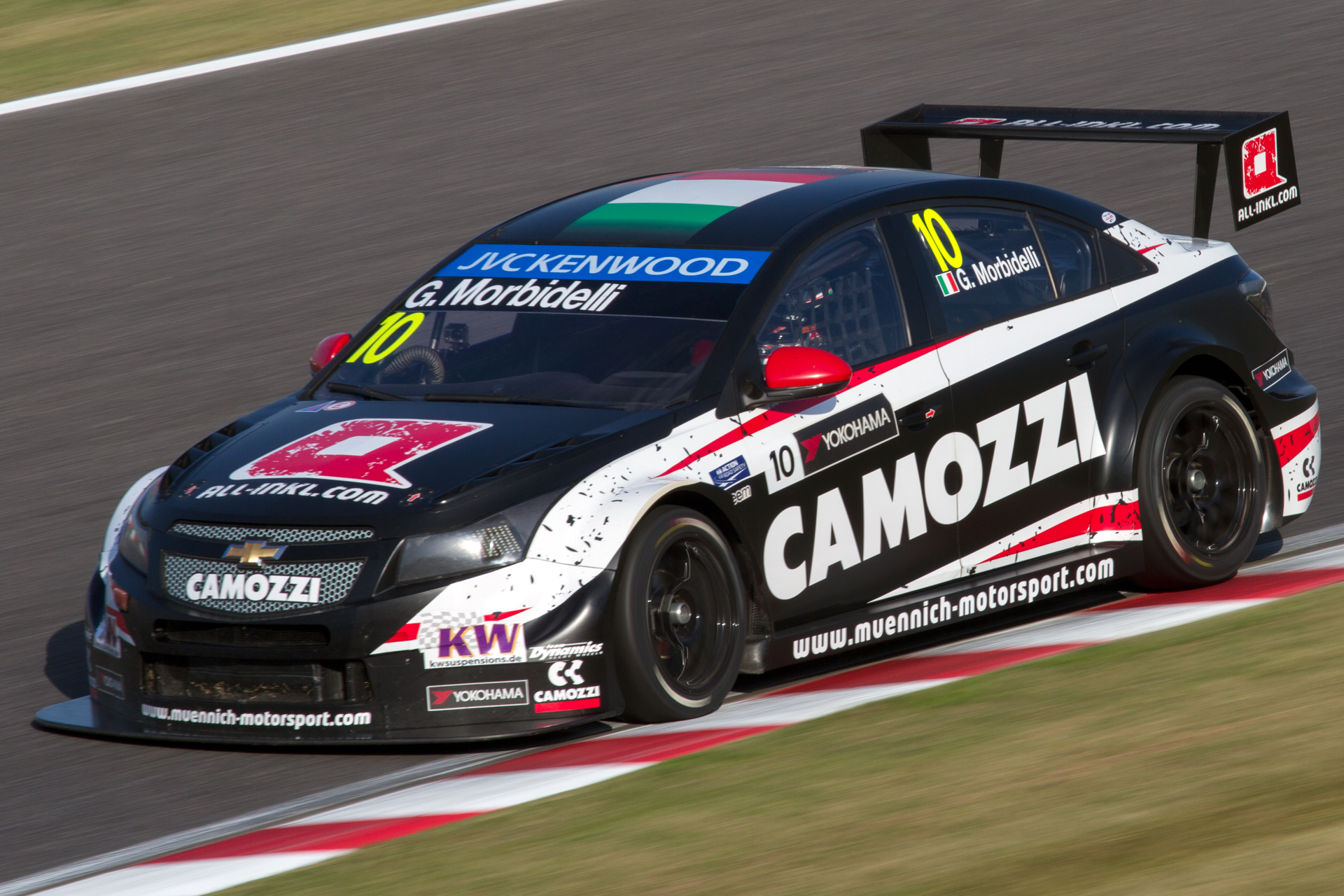
Morbidelli compitiendo en Japón en el Campeonato Mundial de Turismos de 2014.

Gianni Morbidelli (Pésaro, Italia; 13 de enero de 1968) es un piloto de automovilismo italiano. Participó en 70 Grandes Premios de Fórmula 1, y logró un total de 8.5 puntos. Luego se destacó en turismos, al obtener cuatro títulos en la Superstars Series italiana en 2007, 2008, 2009 y 2013, dos títulos internacionales en 2009 y 2013, y 29 victorias en el certamen.

## Carrera deportiva

### Monoplazas
Morbidelli fue piloto de la Fórmula 3 italiana y europea en 1989. Participó en las dos primeras carreras de la temporada 1990 de Fórmula 1 para el equipo Dallara, tras lo cual se concentró en la Fórmula 3000. Tras la finalización de la temporada en la categoría, corrió las dos últimas carreras de la temporada de Fórmula 1 con el equipo Minardi, equipo en el cual permaneció hasta finales de 1992, exceptuando el Gran Premio de Australia de 1991, en el cual reemplazó a Alain Prost a los mandos de un Ferrari y logró sumar medio punto al terminar 6º en una carrera que se vio afectada por las condiciones climatológicas.
Se unió al equipo Footwork en 1994 tras una temporada en blanco, y permaneció allí las siguientes dos temporadas, alcanzando entonces el mejor puesto logrado en la Fórmula 1, un tercer puesto en el Gran Premio de Australia de 1995. Pasó a la escudería Sauber en 1997, pero las lesiones y los malos resultados hicieron que terminara su carrera como piloto de Fórmula 1.

### Turismos
Tras su retirada de la categoría reina, Morbidelli ha participado en carreras de turismos. En 1998, corrió con un Volvo S40 oficial en el Campeonato Británico de Turismos, resultando 11º. Luego compitió en el Campeonato Europeo de Turismos con un BMW Serie 3, donde fue tercero en 2000. En 2006 disputó el Campeonato Mundial de Turismos con un Alfa Romeo 156 oficial de N.Technology, resultando 14º.
En 2007, Morbidelli comenzó a competir en la Superstars Series con un Audi RS4 oficial. Resultó campeón en 2007 con seis victorias en ocho carreras, y nuevamente en 2008 con tres victorias y podios en las ocho carreras. Luego corrió dos años con un BMW M3 oficial. Obtuvo su tercer título en 2009 con seis victorias y nueve podios en 18 carreras, y resultando sexto en 2010.
El italiano volvió al equipo oficial Audi para disputar las cuatro fechas finales de la Superstars Series 2011, obteniendo un podio. De vuelta como titular en 2012, consiguió cuatro triunfos en 16 carreras con un Audi RS5, para terminar cuarto en el campeonato. Continuando en el equipo oficial de Audi en 2013, Morbidelli acumuló ocho triunfos y doce podios para coronarse campeón internacional e italiano.
Ante la desaparición de la Superstars Series en 2014, Morbidelli fichó por el equipo Münnich del Campeonato Mundial de Turismos. Al volante de un Chevrolet Cruze, obtuvo una victoria, dos cuartos puestos y cuatro sextos en 23 carreras, y se colocó noveno en la clasificación final.
En 2015 se incorporó a TCR International Series para pilotar un Honda Civic del equipo WestCoast, finalizando cuarto con dos victorias. Al año siguiente, logró una victoria y terminó sexto.
En 2018, fue contratado por Team Mulsanne para competir en la temporada inaugural de la Copa Mundial de Turismos. Tras media temporada sin sumar ningún punto, fue remplazado por el joven Kevin Ceccon. Al año siguiente, volvió a WestCoast para competir en el TCR Europe Touring Car Series.

## Resumen de carrera

### Anterior o paralelo a Fórmula 1
| Año  | Competencia                       | Equipo      | Resultado |
| ---- | --------------------------------- | ----------- | --------- |
| 1989 | Copa Europea de Fórmula 3         | Forti Corse | 1º        |
| 1989 | Campeonato de Italia de Fórmula 3 | Forti Corse | 1º        |
| 1990 | Fórmula 3000 Internacional        | Forti Corse | 5º        |
| 1990 | Formula One Indoor Trophy         | Minardi     | 1º        |

### Posterior a Fórmula 1
| Año     | Competencia                           | Equipo                          | Coche                   | Resultado |
| ------- | ------------------------------------- | ------------------------------- | ----------------------- | --------- |
| 1998    | Campeonato Británico de Turismos      | Volvo S40 Racing                | Volvo S40               | 11º       |
| 2000    | Campeonato Europeo de Turismos        | CiBiEmme Engineering            | BMW 320i                | 3º        |
| 2001    | Campeonato Europeo de Superproducción | CiBiEmme Engineering            | BMW 320i                | 5º        |
| 2002    | Campeonato Europeo de Turismos        | Carly Motors Team Isert         | BMW 320i                | NC        |
| 2004    | Campeonato Europeo de Turismos        | SEAT Sport Italia               | SEAT Toledo Cupra       | NC        |
| 2006    | Campeonato Mundial de Turismos        | N. Technology                   | Alfa Romeo 156          | 14º       |
| 2007    | Campeonato Italiano Superstars        | Audi Sport Italia               | Audi RS4 (B7)           | 1º        |
| 2008    | Campeonato Italiano Superstars        | Audi Sport Italia               | Audi RS4 (B7)           | 1º        |
| 2008-09 | Speedcar Series                       | Palm Beach                      |                         | 1º        |
| 2009    | Campeonato Italiano Superstars        | ROAL Motorsport                 | BMW M3 (E90)            | 1º        |
| 2009    | International Superstars Series       | ROAL Motorsport                 | BMW M3 (E90)            | 1º        |
| 2010    | Campeonato Italiano Superstars        | Team BMW Italia                 | BMW M3 (E92)            | 4º        |
| 2010    | International Superstars Series       | Team BMW Italia                 | BMW M3 (E92)            | 6º        |
| 2010    | V8 Supercars                          | Triple F Racing                 | Ford FG Falcon          | NC        |
| 2011    | Campeonato Italiano Superstars        | Hopmobile Audi Sport Italia     | Audi RS4                | 13        |
| 2011    | International Superstars Series       | Hopmobile Audi Sport Italia     | Audi RS4                | 15º       |
| 2011    | V8 Supercars                          | Triple F Racing                 | Ford FG Falcon          | 79.º      |
| 2012    | Campeonato Italiano Superstars        | Audi Sport Italia               | Audi RS5                | 10        |
| 2012    | International Superstars Series       | Audi Sport Italia               | Audi RS5                | 4º        |
| 2012    | V8 Supercars                          | Triple F Racing                 | Ford FG Falcon          | NC        |
| 2013    | Campeonato Italiano Superstars        | Audi Sport Italia               | Audi RS5                | 1º        |
| 2013    | International Superstars Series       | Audi Sport Italia               | Audi RS5                | 1º        |
| 2014    | Campeonato Mundial de Turismos        | All-Inkl.com Münnich Motorsport | Chevrolet RML Cruze TC1 | 9º        |
| 2015    | TCR International Series              | WestCoast Racing                | Honda Civic TCR         | 4º        |
| 2015    | Campeonato Mundial de Rallycross      | All-Inkl.com Münnich Motorsport | Audi S3                 | *         |
| 2016    | TCR International Series              | WestCoast Racing                | Honda Civic TCR         | *         |

* Temporada en progreso

## Resultados

### Fórmula 1
(Clave) (negrita indica pole position) (cursiva indica vuelta rápida)

| Año     | Escudería                | 1       | 2       | 3       | 4       | 5       | 6       | 7       | 8       | 9       | 10      | 11      | 12      | 13      | 14     | 15      | 16      | 17    | Pos. | Puntos |
| ------- | ------------------------ | ------- | ------- | ------- | ------- | ------- | ------- | ------- | ------- | ------- | ------- | ------- | ------- | ------- | ------ | ------- | ------- | ----- | ---- | ------ |
| 1990    | BMS Scuderia Italia      | USA DNQ | BRA 14  | SMR     | MON     | CAN     | MEX     | FRA     | GBR     | GER     | HUN     | BEL     | ITA     | POR     | ESP    |         |         |       | NC   | 0      |
| 1990    | SCM Minardi              |         |         |         |         |         |         |         |         |         |         |         |         |         |        | JPN Ret | AUS Ret |       | NC   | 0      |
| 1991    | Minardi Team             | USA Ret | BRA 8   | SMR Ret | MON Ret | CAN Ret | MEX 7   | FRA Ret | GBR 11  | GER Ret | HUN 13  | BEL Ret | ITA 9   | POR 9   | ESP 14 | JPN Ret |         |       | 24.º | 0,5    |
| 1991    | Scuderia Ferrari         |         |         |         |         |         |         |         |         |         |         |         |         |         |        |         | AUS 6~  |       | 24.º | 0,5    |
| 1992    | Minardi Team             | RSA Ret | MEX Ret | BRA 7   | ESP Ret | SMR Ret | MON Ret | CAN 11  | FRA 8   | GBR 17  | GER 12  | HUN DNQ | BEL 16  | ITA Ret | POR 14 | JPN 14  | AUS 10  |       | NC   | 0      |
| 1994    | Footwork                 | BRA Ret | PAC Ret | SMR Ret | MON Ret | ESP Ret | CAN Ret | FRA Ret | GBR Ret | GER 5   | HUN Ret | BEL 6   | ITA Ret | POR 9   | EUR 11 | JPN Ret | AUS Ret |       | 22.º | 3      |
| 1995    | Footwork                 | BRA Ret | ARG Ret | SMR 13  | ESP 11  | MON 9   | CAN 6   | FRA 14  | GBR     | GER     | HUN     | BEL     | ITA     | POR     | EUR    | PAC Ret | JPN Ret | AUS 3 | 14.º | 5      |
| 1997    | Red Bull Sauber Petronas | AUS     | BRA     | ARG     | SMR     | MON     | ESP 14  | CAN 10  | FRA     | GBR     | GER     | HUN Ret | BEL 9   | ITA 12  | AUT 9  | LUX 9   | JPN DNS | EUR   | NC   | 0      |
| Fuente: |                          |         |         |         |         |         |         |         |         |         |         |         |         |         |        |         |         |       |      |        |

### TCR Internacional Series
(Clave) (negrita indica pole position) (cursiva indica vuelta rápida)

| Año  | Equipo            | Auto                         | 1   | 2   | 3   | 4   | 5   | 6   | 7   | 8   | 9   | 10  | 11    | 12    | 13  | 14  | 15     | 16     | 17  | 18  | 19  | 20  | 21  | 22  | Pos. | Pts. |
| ---- | ----------------- | ---------------------------- | --- | --- | --- | --- | --- | --- | --- | --- | --- | --- | ----- | ----- | --- | --- | ------ | ------ | --- | --- | --- | --- | --- | --- | ---- | ---- |
| 2015 |                   |                              | MYS | MYS | CHN | CHN | ESP | ESP | POR | POR | ITA | ITA | AUT I | AUT I | RUS | RUS | AUT II | AUT II | SGP | SGP | THA | THA | MAC | MAC | 4.º  | 243  |
| 2015 | West Coast Racing | Honda Civic Type-R TCR (FK2) | 4   | 3   | 1   | 3   | 8   | 3   | Ret | Ret | 1   | 1   | 5     | 3     | 7   | DNS | 11     | Ret    | 3   | 4   | 10  | Ret | 6   | 4   | 4.º  | 243  |
| 2016 |                   |                              | BHR | BHR | POR | POR | BEL | BEL | ITA | ITA | AUT | AUT | ALE   | ALE   | RUS | RUS | THA    | THA    | SGP | SGP | MYS | MYS | MAC | MAC | 6.º  | 174  |
| 2016 | West Coast Racing | Honda Civic Type-R TCR (FK2) | 2   | 7   | 1   | 3   | 5   | Ret | Ret | Ret | 4   | 6   | 7     | 10    | 3   | 12† | 3      | Ret    | 10  | 7   | DNS | 3   | Ret | DNS | 6.º  | 174  |
| 2017 |                   |                              | GEO | GEO | BHR | BHR | BEL | BEL | ITA | ITA | AUT | AUT | HUN   | HUN   | ALE | ALE | THA    | THA    | CHN | CHN | EAU | EAU |     |     | 6.º  | 132  |
| 2017 | West Coast Racing | Volkswagen Golf GTI TCR SEQ  | 10  | 7   | 9   | 10  | 12  | 15  | 11  | 16  | 13  | 5   | 9     | Ret   | 1   | 1   | 10     | 13     | 4   | 2   | 16  | 2   |     |     | 6.º  | 132  |

### Copa Mundial de Turismos
(Clave) (negrita indica pole position) (cursiva indica vuelta rápida)

| Año  | Equipo        | Auto                        | 1   | 2   | 3   | 4   | 5   | 6   | 7   | 8   | 9   | 10  | 11  | 12  | 13  | 14  | 15  | 16  | 17  | 18  | 19  | 20  | 21  | 22  | 23  | 24  | 25  | 26  | 27  | 28  | 29  | 30  | Pos. | Pts. |
| ---- | ------------- | --------------------------- | --- | --- | --- | --- | --- | --- | --- | --- | --- | --- | --- | --- | --- | --- | --- | --- | --- | --- | --- | --- | --- | --- | --- | --- | --- | --- | --- | --- | --- | --- | ---- | ---- |
| 2018 |               |                             | MAR | MAR | MAR | HUN | HUN | HUN | ALE | ALE | ALE | NED | NED | NED | POR | POR | POR | SVK | SVK | SVK | CHN | CHN | CHN | CHW | CHW | CHW | JAP | JAP | JAP | MAC | MAC | MAC | -    | 0    |
| 2018 | Team Mulsanne | Alfa Romeo Giulietta RF TCR | 20† | Ret | Ret | Ret | 22  | 14  | Ret | 15  | Ret | 13  | 13  | 21  | DNS | DNS | DNS |     |     |     |     |     |     |     |     |     |     |     |     |     |     |     | -    | 0    |

### TCR Europe Touring Car Series
(Clave) (negrita indica pole position) (cursiva indica vuelta rápida)

| Año  | Equipo           | Auto                    | 1   | 2   | 3   | 4   | 5   | 6   | 7   | 8   | 9   | 10  | 11  | 12  | 13  | 14  | Pos. | Pts. |
| ---- | ---------------- | ----------------------- | --- | --- | --- | --- | --- | --- | --- | --- | --- | --- | --- | --- | --- | --- | ---- | ---- |
| 2019 |                  |                         | HUN | HUN | HOC | HOC | SPA | SPA | RBR | RBR | OSC | OSC | BAR | BAR | MON | MON | 13°  | 135  |
| 2019 | WestCoast Racing | Volkswagen Golf GTI TCR | 8   | Ret | Ret | 11  | 14  | 10  | 11  | 5   | 5   | Ret | 10  | 13  | Ret | 5   | 13°  | 135  |